# Teófanes Prokopóvich
Feofán/Teófanes Prokopóvich (18 de junio de 1681, Kiev - 19 de septiembre de 1736, San Petersburgo) fue un arzobispo y estadista del Imperio Ruso, de ascendencia ucraniana. Elaboró e implementó las reformas de Pedro el Grande de la Iglesia ortodoxa rusa. Uno de los padres fundadores de la Academia Rusa de las Ciencias, Prokopóvich escribió versos religiosos y algunos de los sermones más recordados en el idioma ruso.
De una familia de mercaderes, se distinguió brillantemente en la Academia Kiev-Mohyla de Kiev, completando a continuación su educación en Polonia (propósito para el cual cambió su religión a las Iglesias orientales católicas) y en Roma, en el Colegio de Propaganda. Con los conocimientos adquiridos en Occidente, volvió a casa a buscar fortuna, que le sobrevino, como monje ortodoxo, como maestro (y más tarde rector), de la Academia de Kiev. Reformó enteramente la enseñanza de la teología, sustituyendo el método histórico de los teólogos alemanes por el antiguo sistema escolástico ortodoxo.
En 1709, Pedro el Grande, mientras pasaba por Kiev, se quedó impresionado por la elocuencia de Prokopóvich en un sermón sobre la más gloriosa victoria, la Batalla de Poltava, y en 1716, lo hizo acudir a San Petersburgo con el fin de que encabezara las reformas eclesiásticas. De este momento en adelante, el deber de Feofán fue explicar las nuevas ideas y justificar las innovaciones desde el púlpito. Tan valioso le resultó al poder civil ruso que, a pesar de la determinada oposición del clero ruso, quien lo veía como un intruso semiherético, fue rápidamente promovido, convirtiéndose en obispo de Pskov en 1718, y finalmente, en 1724, arzobispo de Nóvgorod1.
Como autor de regulación espiritual para la reforma de la Iglesia ortodoxa rusa, Feofán en realidad es considerado como el creador del departamento que supervisaría espiritualmente el Patriarcado de Moscú, sustituido posteriormente por el Santísimo Sínodo Gobernante, del que fue nombrado vicepresidente. Imbuido por la convicción de que la ignorancia era la peor de las arraigadas desgracias de la vieja Rusia, se convirtió en un despiadado enemigo de la superstición de toda clase. Reformador por naturaleza, Prokopóvich era el alma del partido reformista tras la muerte de Pedro el Grande. A él pertenece también el gran mérito de haber sustituido el estilo polaco de sermonear en el púlpito por la elocuencia y el estilo simple ortodoxos.